# 刺賀長信
刺賀 長信（さつか ながのぶ）は、戦国時代の武将。大内氏や毛利氏に属した石見国安濃郡刺賀郷を本拠とする国人・刺賀氏の当主で、刺賀城主。大内氏や毛利氏に属して石見銀山近くの山吹城の城番を務める。子は刺賀小太郎、刺賀弥太郎、刺賀吉信。妹婿は尼子氏家臣である湯惟宗。

## 生涯
詳しい出自は不明だが、武田氏の庶流で石見国安濃郡刺賀郷を本拠とする国人・刺賀氏に生まれる。
大内氏によって、石見銀山近くの山吹城の城番に任じられ、天文22年（1553年）4月5日に大内義長から本拠地である安濃郡刺賀郷500貫の知行地や邇摩郡重富村40貫の知行地等を安堵されている。
天文24年（弘治元年、1555年）10月1日の厳島の戦いで毛利元就が陶晴賢を破って防長経略を開始すると、弘治2年（1556年）4月までに石見国に所領を有する毛利氏家臣の志道通良（後の口羽通良）を通じて毛利氏に帰順し、引き続き山吹城の城番を務めることで、石見銀山は毛利氏が領有することとなった。
毛利元就は同年5月2日付けの吉川元春と宍戸隆家への返書において、尼子氏と石見小笠原氏への対応は佐波興連や長信とよく相談して軽挙に及ばないようにすることを命じ、5月7日に毛利元就は吉川元春と宍戸隆家が元就の命に従って佐波の在陣衆と相談の上で佐波興連や長信と連絡を取り合ったのは良いことであると伝えている。
同年6月26日、毛利元就・隆元父子が長信に書状を送り、長信父子の進退の儀については承知したので、父子共に粗略に扱うことはしないので安心するようにと伝える。
同年7月末、石見国邇摩郡忍原において毛利軍と尼子軍が戦い、毛利軍が敗北した（忍原崩れ）。勝利した尼子晴久は続けて8月初旬に長信と高畠遠言が守る山吹城まで攻め寄せ、付城として矢筈城、三ツ子城、三久須城を築いて山吹城を攻撃したが、吉川元春が山吹城の後詰として出陣し、佐波興連も佐波にいた毛利軍の一部と共に西進して山吹城の救援に向かったため、尼子晴久は矢筈城、三ツ子城、三久須城を放棄して一時撤退。撤退する尼子軍の追撃のために山吹城の兵も打って出て、尼子軍を多数討ち取り、8月8日に毛利軍と佐波軍は安濃郡池田を奪取した。
しかし、一時撤退していた尼子晴久が再び山吹城を攻撃して糧道を遮断したため、山吹城内は飢えに苦しむこととなり、9月3日までに長信は妹婿で尼子方の湯惟宗を通じて、自らの切腹と城兵の助命を条件として開城。尼子晴久は山吹城をはじめとして石見銀山方面の毛利方の諸城を攻略した。
山吹城の城兵が安芸国に送られる一方で、降伏した長信と高畠遠言は検使を務める湯惟宗によって邇摩郡温泉津の海蔵寺に護送され自害した。尼子晴久は長信に代わって出雲国飯石郡須佐の高櫓城主・本城常光を山吹城の城番に任じ、石見銀山の支配に当たらせた。
山吹城の陥落に際して、刺賀長信の三男である刺賀吉信は毛利氏のもとに逃れており、弘治3年（1557年）8月19日に毛利氏の奉行人から石見国に帰国するまでの当座の知行地として長門国吉田郡松屋村で70石の地を預けられた。